# 前谷地駅
前谷地駅（まえやちえき）は、宮城県石巻市前谷地字中埣（なかぞね）にある、東日本旅客鉄道（JR東日本）の駅ならびにバス停留所である。
鉄道駅としては石巻線と気仙沼線が乗り入れ、このうち石巻線を所属線としている。気仙沼線は当駅を線路名称上の起点としているが、一部の列車は石巻線を通して小牛田駅まで乗り入れている。
バス停留所としては気仙沼線BRTの起点となっている。

## 歴史
- 1912年（大正元年）10月28日：仙北軽便鉄道の駅として開業[2][3]。
- 1914年（大正3年）3月26日：電報の取り扱いを開始[5]。
- 1919年（大正8年）4月1日：仙北軽便鉄道が国鉄（当時は鉄道院）に買収され、仙北軽便線の駅となる[3]。
- 1922年（大正11年）9月2日：路線名変更で石巻線の駅となる。
- 1968年（昭和43年）10月24日：柳津線が開業し、接続駅となる[6]。
- 1972年（昭和47年）7月1日：貨物の取り扱いを廃止[3]。
- 1977年（昭和52年）12月11日：気仙沼線の全通により、柳津線が気仙沼線に編入される。
- 1982年（昭和57年）6月7日：荷物の扱いを廃止[7]。
- 1987年（昭和62年）4月1日：国鉄分割民営化に伴い、東日本旅客鉄道（JR東日本）の駅となる[3]。
- 2015年（平成27年）6月27日：気仙沼線のBRTが当駅まで延伸[報道 1]。
- 2020年（令和2年）3月14日：終日無人化[4][新聞 1]。
- 2024年（令和6年）10月1日：石巻線でえきねっとQチケのサービスを開始[1][報道 2]。

## 駅構造
単式ホーム1面1線と島式ホーム1面2線、計2面3線のホームを持つ地上駅である。互いのホームは跨線橋で連絡している。木造駅舎を有する。
小牛田統括センター（小牛田駅）が管理する無人駅である。2020年（令和2年）3月14日までは、JR東日本東北総合サービスが駅業務を受託する業務委託駅であった。駅舎内には自動券売機ならびに、ロケーションシステムが石巻線用と気仙沼線BRT用でそれぞれ設置されている。
2015年（平成27年）には気仙沼線BRTの当駅への延伸に伴い、乗降場が駅前に設置されている。当駅で石巻線と気仙沼線BRTを乗り継いだ場合、BRTの当駅 - 柳津駅間は鉄道運賃が通算される。

### のりば
| 番線 | 路線                      | 方向 | 行先           |
| ---- | ------------------------- | ---- | -------------- |
| 1    | ■石巻線 （■気仙沼線含む） | 上り | 小牛田方面     |
| 2    | ■石巻線                   | 下り | 石巻・女川方面 |
| 2    | ■気仙沼線                 | 下り | 柳津方面       |
| 3    | ■石巻線 （■気仙沼線含む） | 上り | 小牛田方面     |
| 3    | ■石巻線                   | 下り | 石巻・女川方面 |
| 3    | ■気仙沼線                 | 下り | 柳津方面       |

付記事項
- 当駅始発は3番線（ただし、気仙沼線初列車のみ2番線）を使用。
- 乗務員休憩所が設置されている。
- 夜間滞泊の設定はなく、石巻線下り終列車（当駅止まり）ならびに石巻線上りと気仙沼線のいずれも初列車（当駅始発）は、小牛田駅 - 当駅間を回送運用される。

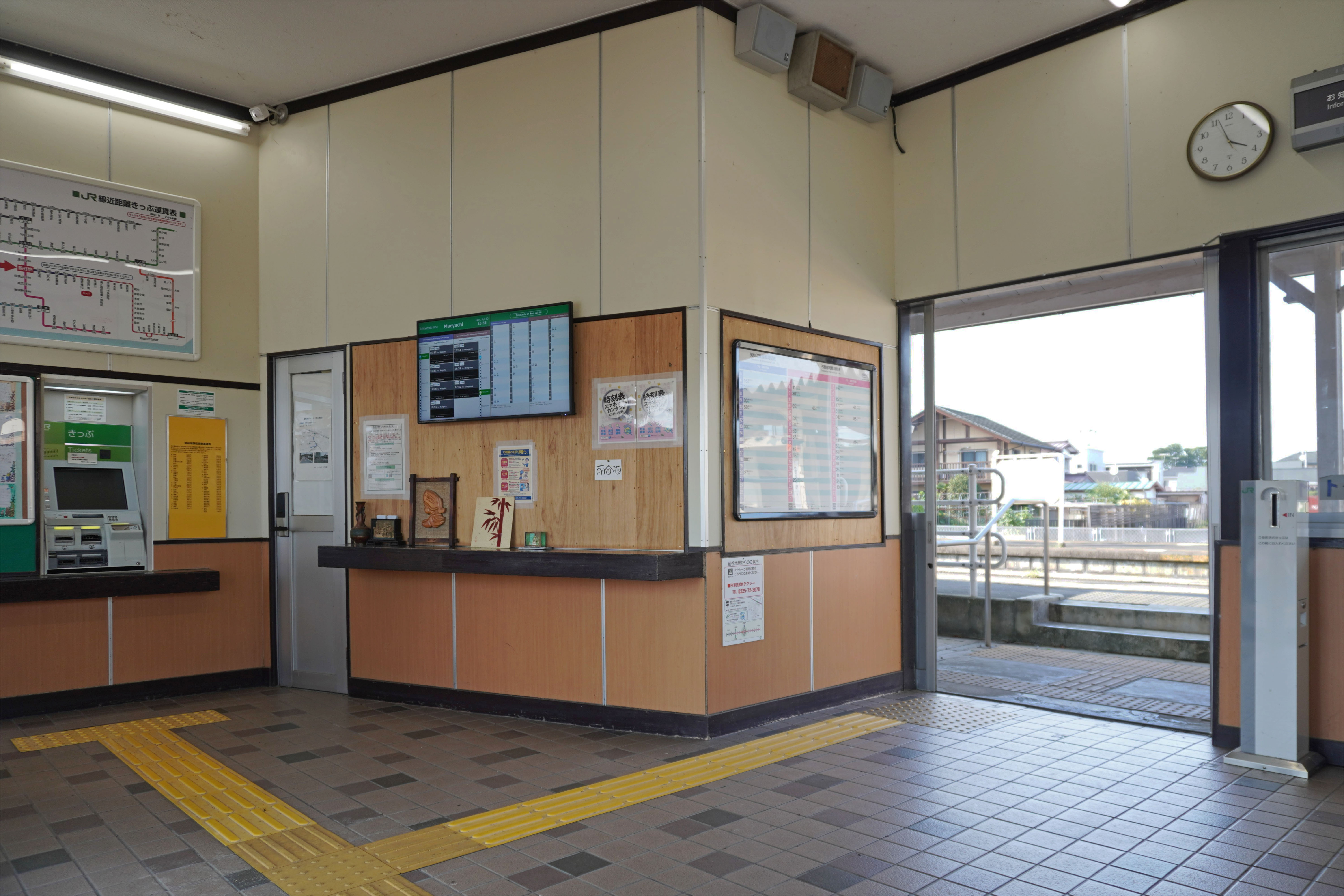
駅舎内（2023年7月）
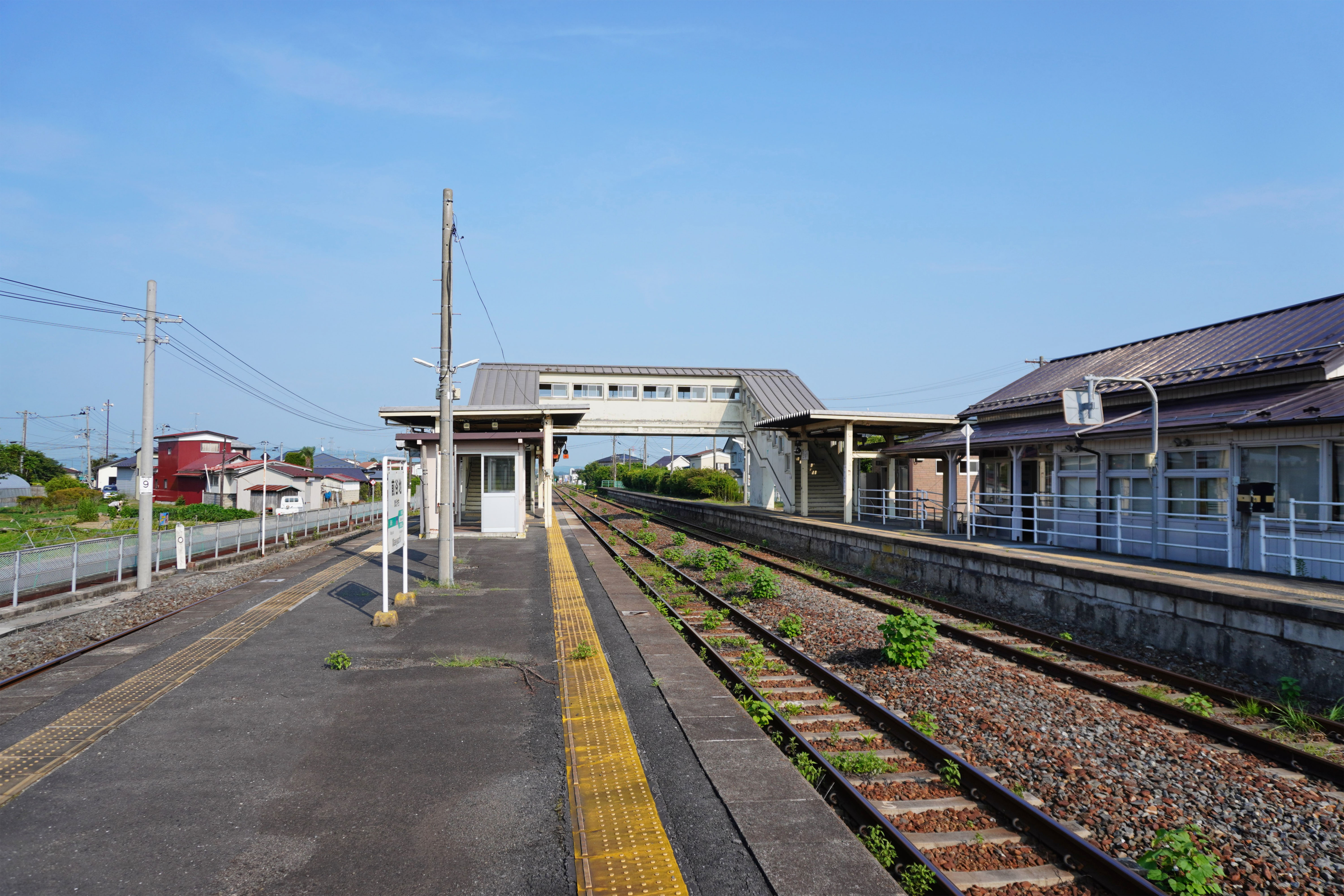
ホーム（2023年7月）
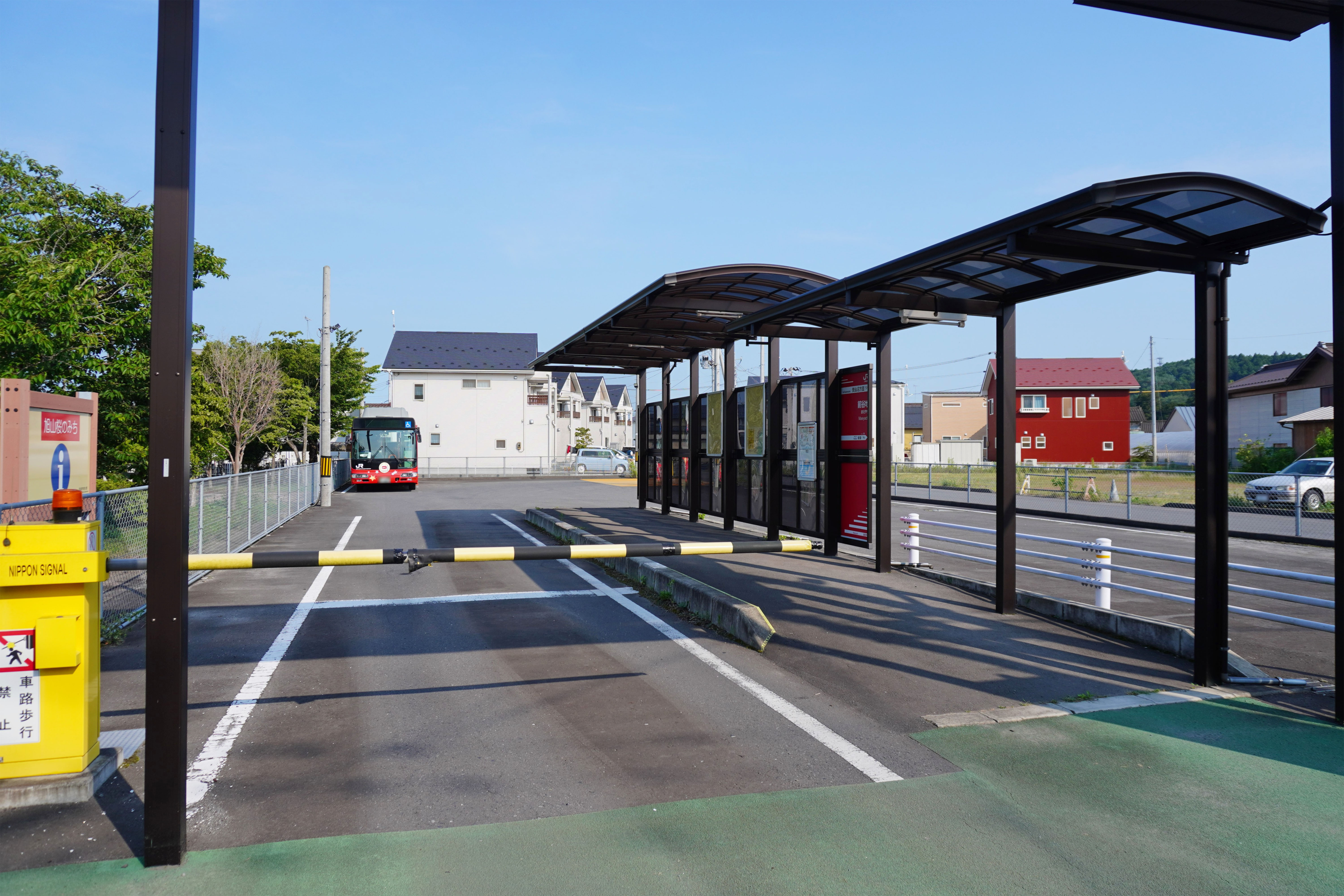
BRTのりば（2023年7月）

## 利用状況
JR東日本によると、2023年度（令和5年度）のBRTの1日平均乗車人員は12人である。鉄道の利用状況については無人化のため、現在は公表されていない。
2000年度（平成12年度）以降の推移は以下のとおりである。
| 1日平均乗車人員    | 1日平均乗車人員 | 1日平均乗車人員 | 1日平均乗車人員 | 1日平均乗車人員 | 1日平均乗車人員       |
| 年度               | 鉄道            | 鉄道            | 鉄道            | BRT             | 出典                  |
| 年度               | 定期外          | 定期            | 合計            | BRT             | 出典                  |
| ------------------ | --------------- | --------------- | --------------- | --------------- | --------------------- |
| 2000年（平成12年） |                 |                 | 334             | 未開業          | [ 鉄道 1 ]            |
| 2001年（平成13年） |                 |                 | 317             | 未開業          | [ 鉄道 2 ]            |
| 2002年（平成14年） |                 |                 | 299             | 未開業          | [ 鉄道 3 ]            |
| 2003年（平成15年） |                 |                 | 274             | 未開業          | [ 鉄道 4 ]            |
| 2004年（平成16年） |                 |                 | 261             | 未開業          | [ 鉄道 5 ]            |
| 2005年（平成17年） |                 |                 | 247             | 未開業          | [ 鉄道 6 ]            |
| 2006年（平成18年） |                 |                 | 236             | 未開業          | [ 鉄道 7 ]            |
| 2007年（平成19年） |                 |                 | 237             | 未開業          | [ 鉄道 8 ]            |
| 2008年（平成20年） |                 |                 | 227             | 未開業          | [ 鉄道 9 ]            |
| 2009年（平成21年） |                 |                 | 205             | 未開業          | [ 鉄道 10 ]           |
| 2010年（平成22年） |                 |                 | 180             | 未開業          | [ 鉄道 11 ]           |
| 2011年（平成23年） | 非公表          | 非公表          | 非公表          | 未開業          |                       |
| 2012年（平成24年） | 42              | 132             | 174             | 未開業          | [ 鉄道 12 ]           |
| 2013年（平成25年） | 43              | 130             | 173             | 未開業          | [ 鉄道 13 ]           |
| 2014年（平成26年） | 40              | 119             | 160             | 未開業          | [ 鉄道 14 ]           |
| 2015年（平成27年） | 44              | 121             | 166             | 30              | [ 鉄道 15 ] [ BRT 2 ] |
| 2016年（平成28年） | 47              | 114             | 162             | 29              | [ 鉄道 16 ] [ BRT 3 ] |
| 2017年（平成29年） | 45              | 118             | 163             | 28              | [ 鉄道 17 ] [ BRT 4 ] |
| 2018年（平成30年） | 41              | 120             | 161             | 17              | [ 鉄道 18 ] [ BRT 5 ] |
| 2019年（令和元年） | 非公表          | 非公表          | 非公表          | 17              | [ BRT 6 ]             |
| 2020年（令和02年） | 非公表          | 非公表          | 非公表          | 8               | [ BRT 7 ]             |
| 2021年（令和03年） | 非公表          | 非公表          | 非公表          | 14              | [ BRT 8 ]             |
| 2022年（令和04年） | 非公表          | 非公表          | 非公表          | 7               | [ BRT 9 ]             |
| 2023年（令和05年） | 非公表          | 非公表          | 非公表          | 12              | [ BRT 1 ]             |

## 駅周辺
元の河南町の中心集落である。
- 石巻市役所河南総合支所（旧・河南町役場）
- 宝ケ峯縄文記念館
- 河南郵便局
- 石巻警察署前谷地駐在所
- 国道108号
- 宮城県道21号河南米山線
- 宮城県道29号河南築館線
- 宮城県道195号前谷地停車場線
- 石巻商工信用組合前谷地支店
- ミヤコーバス「前谷地駅前」停留所

## 隣の駅
東日本旅客鉄道（JR東日本）
■石巻線
涌谷駅 - 前谷地駅 - 佳景山駅
■気仙沼線（小牛田駅 - 当駅間は石巻線）
涌谷駅 - 前谷地駅 - 和渕駅

## 隣の停留所
東日本旅客鉄道（JR東日本）
■気仙沼線BRT
前谷地駅 - 柳津駅

### 記事本文

#### 報道発表資料
1. ↑  「気仙沼線BRT運行区間の前谷地駅延伸について (PDF)」（プレスリリース）、東日本旅客鉄道仙台支社／東日本旅客鉄道盛岡支社、2015年4月23日。2020年6月20日時点のオリジナル (PDF)よりアーカイブ。2020年11月7日閲覧。
2. ↑  「Suicaエリア外もチケットレスで! 東北エリアから「えきねっとQチケ」がはじまります (PDF)」（プレスリリース）、東日本旅客鉄道、2024年7月11日。2024年8月11日閲覧。

#### 新聞記事
1. 1 2 3  「石巻かほく）JR3駅を無人化 石巻線の渡波、前谷地が先行 仙石線・陸前小野は来月」『石巻かほく』三陸河北新報社、2020年3月20日。オリジナルの2020年3月20日時点におけるアーカイブ。2020年5月25日閲覧。

### 利用状況
鉄道
1. ↑  「JR東日本：各駅の乗車人員（2000年度）」東日本旅客鉄道。2025年7月29日閲覧。
2. ↑  「JR東日本：各駅の乗車人員（2001年度）」東日本旅客鉄道。2025年7月29日閲覧。
3. ↑  「JR東日本：各駅の乗車人員（2002年度）」東日本旅客鉄道。2025年7月29日閲覧。
4. ↑  「JR東日本：各駅の乗車人員（2003年度）」東日本旅客鉄道。2025年7月29日閲覧。
5. ↑  「JR東日本：各駅の乗車人員（2004年度）」東日本旅客鉄道。2025年7月29日閲覧。
6. ↑  「JR東日本：各駅の乗車人員（2005年度）」東日本旅客鉄道。2025年7月29日閲覧。
7. ↑  「JR東日本：各駅の乗車人員（2006年度）」東日本旅客鉄道。2025年7月29日閲覧。
8. ↑  「JR東日本：各駅の乗車人員（2007年度）」東日本旅客鉄道。2025年7月29日閲覧。
9. ↑  「JR東日本：各駅の乗車人員（2008年度）」東日本旅客鉄道。2025年7月29日閲覧。
10. ↑  「JR東日本：各駅の乗車人員（2009年度）」東日本旅客鉄道。2025年7月29日閲覧。
11. ↑  「JR東日本：各駅の乗車人員（2010年度）」東日本旅客鉄道。2025年7月29日閲覧。
12. ↑  「JR東日本：各駅の乗車人員（2012年度）」東日本旅客鉄道。2025年7月29日閲覧。
13. ↑  「各駅の乗車人員 2013年度 ベスト100以外（9）：JR東日本」東日本旅客鉄道。2025年7月29日閲覧。
14. ↑  「各駅の乗車人員 2014年度 ベスト100以外（8）：JR東日本」東日本旅客鉄道。2025年7月29日閲覧。
15. ↑  「各駅の乗車人員 2015年度 ベスト100以外（8）：JR東日本」東日本旅客鉄道。2025年7月29日閲覧。
16. ↑  「各駅の乗車人員 2016年度 ベスト100以外（8）：JR東日本」東日本旅客鉄道。2025年7月29日閲覧。
17. ↑  「各駅の乗車人員 2017年度 ベスト100以外（8）：JR東日本」東日本旅客鉄道。2025年7月29日閲覧。
18. ↑  「各駅の乗車人員 2018年度 ベスト100以外（8）：JR東日本」東日本旅客鉄道。2025年7月29日閲覧。

BRT
1. 1 2  「BRT駅別乗車人員（2023年度）| 企業サイト：JR東日本」東日本旅客鉄道。2025年7月29日閲覧。
2. ↑  「BRT駅別乗車人員（2015年度）：JR東日本」東日本旅客鉄道。2025年7月29日閲覧。
3. ↑  「BRT駅別乗車人員（2016年度）：JR東日本」東日本旅客鉄道。2025年7月29日閲覧。
4. ↑  「BRT駅別乗車人員（2017年度）：JR東日本」東日本旅客鉄道。2025年7月29日閲覧。
5. ↑  「BRT駅別乗車人員（2018年度）：JR東日本」東日本旅客鉄道。2025年7月29日閲覧。
6. ↑  「BRT駅別乗車人員（2019年度）：JR東日本」東日本旅客鉄道。2025年7月29日閲覧。
7. ↑  「BRT駅別乗車人員（2020年度）| 企業サイト：JR東日本」東日本旅客鉄道。2025年7月29日閲覧。
8. ↑  「BRT駅別乗車人員（2021年度）| 企業サイト：JR東日本」東日本旅客鉄道。2025年7月29日閲覧。
9. ↑  「BRT駅別乗車人員（2022年度）| 企業サイト：JR東日本」東日本旅客鉄道。2025年7月29日閲覧。